# 제너럴포스트
제너럴포스트는 대한민국의 인터넷 신문이다. 군사안보 전문 출판사 팔복원에서 발행하는 국방정치 전문 언론 매체로, 2018년 3월 12일에 창간되었다.

## 개요
제너럴포스트는 국내외 정치와 국방, 군사, 안보 관련 뉴스를 제공한다.

## 관련 인물
- 김도하(언론인)